# مشرف الرويلي
مشرف الرويلي (مواليد 10 أكتوبر 1985) هو لاعب كرة قدم سعودي يلعب في نادي الغوطة.

## مسيرة اللاعب
كانت بداياته مع نادي القيصومة و انظم إلى العروبة في عام 2011 و وقع مع نادي الجبلين عام 2017 و عاد إلى نادي العروبة في صيف 2019 و وقع مع نادي اللواء في صيف عام 2020 و انتقل إلى نادي الزلفي في صيف 2021 ولعب بعدها مع نادي طويق ونادي الغوطة.

## روابط خارجية
- مشرف الرويلي على موقع قاعدة بيانات كرة القدم.إي يو (الإنجليزية)
- مشرف الرويلي على موقع Soccerway.com (الإنجليزية)